# Porfirin
Porfirini su grupa organskih jedinjenja, mnoga od kojih se prirodno javljaju. Jedan od najbolje poznatih porfirina je hem, pigment crvenih krvnih ćelija. Hem je kofaktor proteina hemoglobina. Porfirini su heterociklični makrociklična jedinjenja koja se sastoje od četiri modifikovane pirolne podjedinice međusobno povezane na njihovim α ugljenicima putem metinskih mostova (=CH-). Porfirini su aromatični. Oni su visoko konjugovani sistemi, posledica čega je da oni tipično veoma intenzivno apsorbuju vidljivo zračenje, te stoga magu da budu obojeni. Termin porfirin potiče od grčke reči za ljubičasto. Ovaj makrociklus ima 26 pi elektrona. Osnovno jedinjenje je porfin, a supstituisani porfini su porfirini.

## Kompleksi porfirina i srodnih molekula
Porfirini su konjugovane kiseline liganda koji vezuju metale i formiraju komplekse. Metalni jon obično ima naelektrisanje od 2+ ili 3+. Šematska jednačina za te sinteze je:
2porfirin + []2+ → M(porfirinat) L-4 + 4 L + 2 H+, gde je M=metalni jon i L = ligand
Porfirin bez metala u svojoj šupljini je slobodna baza. Neki od porfirina koji sadrže gvožđe se nazivaju hemovima. Proteini koji sadrže hem, ili hemoproteini, su široko rasprostranjeni u prirodi. Hemoglobin i mioglobin su proteini koji vezuju O2 posredstvom porfiriniskog gvožđa. Razni citohromi su takođe hemoproteini. 
Nekoliko drugih heterocikličnih jedinjenja je srodno sa porfirinima. Među njima su korini, hlorini, bakteriohlorofili i korfini. Hlorini (2,3-dihidroporfirin) su u većoj meri redukovani, sadrže veći broj vodonika nego porfirini, i karakteristični su po pirolinskim podjedinicama. Te strukture su prisutne u molekulu hlorofila. Zamena dve od četiri pirolne podjedinice sa pirolinskim podjedicama proizvodi bilo bakteriohlorin (nađen u nekim fotosintetičkih bakterija) ili izobakteriohlorin, u zavisnosti od relativnih pozicija redukovanih prstena. Neki derivati porfirina slede Hikelovo pravilo, mada to nije slučaj kod većine derivata.

## Spoljašnje veze
- Journal of Porfirini i ftalocianini Архивирано на веб-сајту  (2. јун 2020)
- Porfirinski priručnik